# Eva Paulino Bueno
Eva Paulino Bueno ( nacida el 13 de octubre 1953 en el Brasil) es una hispanista brasileña .
Bueno estudió literatura inglesa en la Universidade Federal do Rio de Janeiro y se doctoró en lengua y literatura españolas en la Universidad de Pittsburgh .  Enseñó en la Universidad de Mujeres de Mukogawa .  Fue profesora en la Universidad Saint Mary's de San Antonio en Texas, donde se jubiló en 2021.  En sus escritos aborda la literatura femenina latinoamericana  y la cultura popular .  Su obra más popular es Imaginación más allá de la nación: cultura popular latinoamericana (1998), editada con Terry Caesar ; la obra analiza las culturas nacionales de Argentina, Brasil, Chile, México, Perú y Venezuela a nivel de sus respectivas culturas populares ( telenovelas, artes y oficios, etc.). 

## Publicaciones
- Resistir fronteras: el tema del naturalismo en Brasil. Nueva York: Garland Pub., 1995. ISBN 9780815317890
- Editor junto con Terry Caesar : La imaginación más allá de la nación: la cultura popular latinoamericana. Pittsburgh: Prensa de la Universidad de Pittsburgh, 1998. ISBN 9780822990581
- Editor junto con Terry Caesar y William Hummel : Nombrar al padre: legados, genealogías y exploraciones de la paternidad en la literatura moderna y contemporánea. Lanham: Libros de Lexington, 2000. ISBN 9780739100929
- Amácio Mazzaropi en el cine y la cultura de Brasil: después del cine novo. Nueva York: Palgrave Macmillan, 2012. ISBN 9781137009180
- Editor junto con María Claudia André y Marjorie Agosín : La mujer en la literatura latinoamericana y española: ensayos sobre personajes icónicos. Jefferson/Londres: McFarland & Company, 2012. ISBN 9780786465996
- Editora junto con María Claudia André: Escritoras latinoamericanas. Hoboken: Taylor y Francis, 2014. ISBN 9781317726357